# Nicole Berline
Pour les articles homonymes, voir Berline.
Nicole Berline est une mathématicienne française née le 3 décembre 1944.

## Biographie
Elle a étudié de 1963 à 1966 à l'École normale supérieure de jeunes filles et y a enseigné à partir de 1971. Elle fut par la suite professeur à l'université de Rennes, et depuis 1984 au Centre de mathématiques de l'École polytechnique. Nicole Berline a été vice-présidente de la Société mathématique de France (SMF), chargée de l'enseignement.
- Chevalier de la Légion d'honneur en 2009 [3]
- Commandeur de l'ordre des Palmes académiques

## Livres
Avec Ezra Getzler (en) et Michèle Vergne : Heat Kernels and Dirac Operators, Springer, 1992